# Sistema informativo direzionale
Un Sistema informativo direzionale è un sistema che acquisisce, gestisce, elabora, presenta, programma la acquisizione, la gestione, l'elaborazione, la presentazione di informazioni di utilità reale o potenziale per un'azienda. L'utilità può essere passata, presente, futura, locale, regionale, nazionale, internazionale, multinazionale o globale.

## Specifiche
La gestione delle informazioni può avvenire in varie modalità cognitive, memorizzative e trasmissive: cartacea, su altri supporti fisici, elettronica, elettronica a calcolo distribuito, con trasmissione con o senza fili, per trasmissione "telepatica" interpersonale, in forma subliminale o altre forme.
Spesso esistono almeno due livelli informativi, dal punto di vista della semiotica: un livello manifesto o esplicito e un livello inespresso o implicito. Fermo restando l'indipendenza della variabile tempo in generale e quindi anche nella vita delle aziende, una delle missioni critiche dei sistemi informativi direzionali è quella della gestione efficace ed efficiente dei flussi informativi che riguardano l'azienda, con l'individuazione precisa (ma con la giusta calibrazione granulare) dei dati rilevanti e con modalità di comunicazione interpersonale in grado di segnalare tempestivamente ai soggetti coinvolti eventuali significative variazioni di trend di mercato, picchi di domanda, ritardo domanda-risposta, emergenze organizzative, ecc.
Il sistema informativo aziendale deve servire all'obbiettivo di sviluppo del capitale umano e delle strategie di business. Alcune aree di intervento sono: Balanced Scorecard, Pianificazione Strategica, Pensiero Strategico, Human Resources Best Practicing, Knowledge Management, Project management, Change Management, Leadership & Management Development, Executive Coaching, Efficacia Manageriale, Leading Change.
Altri importanti elementi del sistema sono gli indicatori chiave di performance (Key Performance Indicators) tra i quali si annoverano, in linea generale, indicatori economico-finanziari (legati al bilancio dell'azienda o al suo conto economico se è una ditta individuale o una unità di business autonoma. I più semplici di questi indicatori sono il ROI (Return on investment), il ROE Return on equity) e il ROS (Return on sales). Da molto tempo consulenti aziendali e analisti si applicano alla ricerca di indicazioni quali/quantitative sintetiche utili ad avere "il polso" dell'andamento di un'azienda, e spesso hanno ideato indici che fanno di una spinta astrazione la loro principale ragion d'essere. Tali indici hanno una utilità che però non è assoluta ma è context-based e time-based.
Dal punto di vista tecnologico un sistema informativo aziendale, anche direzionale, può fare uso di sistemi telefonici, di telefonia VOIP e relativa messaggistica (SMS, EMS, MMS, WAP), EDI (Electronic Data Interchange), intranet, extranet, internet, LAN (Local Area Network), WAN (Wide Area Network), Wi-fi (Wireless Fidelity, sia in ambito pubblico che privato), lavagne luminose, pannelli a led e molti altri codici comunicativi, la cui gestione è spesso complicata, risentendo di molti e difficilmente controllabili elementi di soggettività e intangibilità. Sono poi molto diffusi anche sistemi di instant messaging internet based (per es. MSN Messenger, Yahoo! Messenger, Google Talk) che consentono una webpresence "always on" e una comunicazione "quasi gratis" a rischio però di tentativi di spamming, phishing o altri e con problemi, in base ai momenti, di network overflow (eccessivo ritardo di trasmissione) e burnout (paralisi del traffico di rete). Dal punto di vista della sicurezza dei dati, dei processi informativi, e dei dataflow sono all'ordine del giorno gli scambi di identità (con fini scherzosi o illeciti quali destabilizzazione psicologica, truffa, dolo, danni, furto di segreti aziendali).
Tipicamente le grandezze da valutare nella gestione di una azienda sono l'andamento del fatturato con i relativi margini e l'andamento dei costi (di produzione, di vendita, di pubblicità, di promozione commerciale, di investimento in marchi, brevetti e altre risorse intangibili, del personale). In particolare, un sistema informativo aziendale dovrebbe essere in grado di valutare, in modo tempestivo e preciso, quali sono i fattori critici di successo dell'azienda in grado di assicurarle un vantaggio competitivo, e di fare questo capendo la complessità del task environment - cioè del contesto operativo - e districandosi tra entropia informativa (informazioni inutili o addirittura dannose) e dati importanti. Progettare, gestire, mantenere e usare un sistema informativo in grado di fare questo può richiedere competenze di alto livello, a causa dell'estrema complessità che ciò, in certi casi, comporta. Infatti non è solo necessario avere una buona conoscenza dei software esistenti in commercio o disponibili in forma personalizzata, ma anche della psicologia delle persone coinvolte nella vita dell'azienda e di come esse interagiscono con i sistemi informativi, con progetti di implementazione di modifiche alle modalità di gestione delle informazioni e con numerosi altri elementi. Ciò può indurre a orientarsi su figura professionali legate all'ingegneria gestionale e informatica o alle scienze dell'informazione e simili, ma va tenuto presente che da un punto di vista globale sostanziale richiede il perfetto allineamento strategico delle mappe cognitive delle persone coinvolte nella vita dell'azienda. Senza tale allineamento cognitivo anche un sofisticatissimo sistema informatico rischia di essere totalmente inutile se non dannoso (oltre che costoso) all'azienda. A questo scopo, già da molti decenni, è pratica manageriale piuttosto diffusa quella di fare focus group, training di comunicazione interpersonale e simili con il fine - spesso illusorio - di porre le basi per una comunicazione intra-aziendale e market oriented di efficacia ed efficienza sicure e durature.

## Tipologie
Per aziende di certe caratteristiche è ormai consolidata l'esperienza di sistemi quali SAP o Microsoft. Microsoft in particolare, col suo sistema operativo Windows, potendo contare su uno vasta diffusione del prodotto, è in grado - pur rischiando pesanti sanzioni antitrust - di implementare a basso costo e notevole margine sul prezzo di vendita, soluzioni informatiche per utenti privati e aziendali.
Il sistema operativo Linux è una sempre più valida alternativa ai prodotti Microsoft, essendo ormai dotato di interfacce molto intuitive e user-friendly e di un parco di software applicativi spesso gratuiti e di qualità pari o superiore o quelli compatibili col sistema Windows, grazie al fatto di essere l'espressione coordinata del lavoro di molte migliaia di programmatori open source.
Il sistema Apple conserva specificità in grado di mantenerlo competitivo, soprattutto per alcuni usi, con Windows e Linux. È particolarmente indicato per usi legati alla progettazione architettonica, al design, alla musica.